# Christina Stenius
Christina Sinikka Stenius, född 11 mars 1941 i Helsingfors, Finland, är en svensk skådespelare. Hon är bland annat känd för sin 35 år långa medverkan i Hem till byn.

## Biografi
Stenius föddes i Finland men kom till Sverige som tvååring. Scenkarriären inleddes med en ABF-kurs i drama, varefter följde studier på Malmö scenskola och sedan fast anställning på Göteborgs stadsteater.
Efter studier vid Axel Witzanskys teaterskola i Stockholm blev hon 1963 engagerad till Riksteatern där hon väckte stor uppmärksamhet som raggarbrud i pjäsen Min kära är en ros. Efter en period vid Stockholms stadsteater blev hon 1966 antagen till Statens scenskola i Malmö. Efter examen 1969 kom hon till Göteborgs stadsteater där hon arbetade fram till sin pensionering 2001. Christina Stenius har gjort många uppmärksammade roller i pjäser som till exempel Det går an 1975, Tribadernas natt 1976, Edit – Tummelisas mamma 1988 och Revisorn 1993.
Hon har även framträtt i komiska sammanhang bland annat i Hagge Geigerts revy på Lisebergsteatern i Göteborg 1984 och farsen Fullpackat på turné med Riksteatern 1999. För den breda publiken är hon mest känd som den temperamentsfulla Lena Strid i den långlivade TV-serien Hem till byn 1971–2006.
Hon var åren 1976–1983 gift med dramatikern Bengt Bratt. Med honom har hon två döttrar – Hedvig Stenius-Bratt och Sofia Stenius – som båda medverkat i Hem till byn.

## Filmografi i urval
- 1963 – Mordvapen till salu
- 1965 – Flygplan saknas
- 1970 – Stockholmssommar
- 1971–2006 – Hem till byn (TV-serie)
- 1972 – Skärgårdsflirt (TV-serie)
- 1972 – N.P. Möller, fastighetsskötare (TV-serie) (gästroll)
- 1973 – Vem älskar Yngve Frej
- 1974 – Fiskeläget (TV-serie)
- 1974 – Jourhavande (TV-serie)
- 1975 – Gyllene år (TV-serie)
- 1976 – Fleksnes fataliteter (TV-serie) (gästroll)
- 1979 – Charlotte Löwensköld
- 1980 – Bröllop med förhinder (TV-serie)
- 1984 – Hur ska det gå för Pettersson? (TV-teater)
- 1990 – Bulan
- 1991 – Svidande affärer (TV-film)
- 1991 – Den ofrivillige golfaren
- 1993 – Polisen och domarmordet
- 1995 – En på miljonen
- 1998 – När karusellerna sover (TV-serie)
- 1999 – Tsatsiki, morsan och polisen
- 2001 – Kattbreven
- 2004 – Bredband
- 2007 – En spricka i kristallen (TV-serie)
- 2008 – Selma (TV-serie)
- 2010 – Fyra år till

## Teater

### Roller (ej komplett)
| År   | Roll        | Produktion                        | Regi             | Teater                |
| ---- | ----------- | --------------------------------- | ---------------- | --------------------- |
| 1963 |             | Min kära är en ros Bo Sköld       | Sten Hedlund     | Riksteatern           |
| 1976 | Marie David | Tribadernas natt Per Olov Enquist | Carin Mannheimer | Göteborgs stadsteater |